# 奇克美露里
奇克美露里（羅馬化：Chkmeruli，羅馬化：Shkmeruli）是格鲁吉亚的一道傳統燉烤雞菜式，多用鸡肉佐以大蒜和奶油制作的酱料制成。

## 准备工作
鸡肉的两面都被炸过，然后在有盖的锅里用小火煮20-25分钟。完成后将其放在盘子里，从锅中加入少量的油；大蒜和坚果与水一起在剩余的油中炖煮。5分钟后，将鸡肉加入这种混合物中，并在食用前加热。